# Lutz Ulbricht
Lutz Ulbricht   (Berlín, 9 de novembre de 1942 - 23 de desembre de 2022) fou un remer alemany que va competir sota bandera de la República Federal Alemanya durant les dècades de 1960 i 1970.
El 1968 va prendre part en els Jocs Olímpics d'Estiu de Ciutat de Mèxic, on guanyà la medalla d'or en la prova del vuit amb timoner del programa de rem. Junt amb la resta de l'equip va dur la bandera olímpica en la cerimònia inaugural dels Jocs de Munic de 1972. En aquests mateixos Jocs fou setè en la prova del dos amb timoner.
En el seu palmarès també destaquen dues medalles al Campionat del Món de rem, d'or en el vuit amb timoner el 1966 i de bronze el 1970 en el quatre amb timoner. També guanyà una medalla de plata al Campionat d'Europa de rem de 1965.